# 윤증 서첩 유봉 필첩
윤증 서첩 유봉 필첩(尹拯 書帖 酉峯 筆帖)은 경기도 수원시 팔달구, 수원화성박물관에 있는 필첩이다. 2014년 7월 8일 경기도의 유형문화재 제294호로 지정되었다.

## 참고 문헌
- 윤증서첩 유봉필첩 - 국가유산청 국가유산포털